# NEPROM
De NEPROM (oorspronkelijk als afkorting van Vereniging van Nederlandse Projectontwikkeling Maatschappijen) is een belangenvereniging van projectontwikkelaars. De vereniging is opgericht in 1974 en gevestigd te Voorburg. De NEPROM heeft als doel het bevorderen van de samenwerking tussen overheid en markt op het vlak van projectontwikkeling.
Deze vereniging adviseert onder andere het Ministerie van Infrastructuur & Milieu en het Ministerie van Binnenlandse Zaken & Koninkrijksrelaties en maakt deel uit van vele organen. Daarnaast verzorgt ze een (basis)opleiding voor projectontwikkelaars, de Leergang Projectontwikkeling die toegankelijk is voor medewerkers van NEPROM-lidbedrijven en vertegenwoordigers van overheden. Sinds 2004 organiseert de NEPROM als aanvulling op de Leergang Projectontwikkeling de Masterclass Conceptontwikkeling (MCCO) en sinds 2009 de Mastercourse Duurzaam Ontwikkelen (MCDO). In 2015 werd de Mastercourse E-business Nieuwbouwwoningen gelanceerd. 

## Gedragscode
Leden van de NEPROM zijn de (grotere) projectontwikkelaars in Nederland. Met hun lidmaatschap committeren de lidbedrijven zich aan de gedragscode van de vereniging. 
Naleving en ontwikkeling van de gedragscode zijn het werkveld van de NEPROM Gedragscode Commissie. De taken van deze commissie zijn:
- het ontwikkelen van normen ten aanzien van het gedrag van leden, het bijdragen aan het moreel debat binnen de vereniging en het adviseren van het bestuur hierover;
- het toezicht houden op het gedrag van de NEPROM-leden, het uitspreken van een oordeel over dit gedrag en het adviseren van het bestuur hierover.

## NEPROM-prijs voor locatieontwikkeling
De vereniging reikt sinds 2003 de NEPROM-prijs voor Locatieontwikkeling uit. De prijs gaat naar een project dat tot stand is gekomen door een excellente samenwerking tussen overheid en markt.
- In 2003 koos de jury o.l.v. oud-minister van VROM Margreeth de Boer de gemeente Arnhem samen met Johan Matser Projectontwikkeling vanwege het project Nieuw-Monikkenhuizen, vanwege de combinatie van een goed ingevulde heuvellocatie en waterberging, de toepassing van nieuwe bouwmaterialen en de goede inframogelijkheden.
- De jury in 2007, o.l.v. Felix Rottenberg, reikte de prijs uit aan de gemeente Almere, Bouwfonds MAB Ontwikkeling en Blauwhoed Eurowoningen voor hun project Stadshart Almere.
- Op 14 mei 2009 werd de prijs voor 2009 uitgereikt aan Westerdokseiland in Amsterdam. Ed Nijpels was de juryvoorzitter.
- Op 19 mei 2011 werd de prijs voor 2011 uitgereikt aan Newport-Nesselande in Rotterdam. Karin Laglas was de juryvoorzitter.
- Op 23 mei 2013 werd de prijs voor 2013 uitgereikt aan De Oriënt in Den Haag. Karin Laglas was de juryvoorzitter.
- Op 23 mei 2015 werd de prijs voor 2015 uitgereikt aan Markthal/Laurenskwartier in Rotterdam. Josja van der Veer was de juryvoorzitter.